# بيرسين
بيرسين هو سم الفطريات في الأفوكادو. وهو مركب قابل للذوبان في الزيت مشابه هيكلياً للأحماض الدهنية، ويتسرب إلى جسم الفاكهة من البذور.
تعتبر التركيزات المنخفضة نسبيًا من البيرسين في اللب الناضج لفاكهة الأفوكادو غير ضارة بشكل عام للبشر. الآثار السلبية تتمثل في المقام الأول في الأشخاص الذين يعانون من الحساسية. عندما تستهلك الحيوانات الداجنة البيرسين من خلال أوراق أو لحاء شجرة الأفوكادو، أو جلود وبذور ثمار الأفوكادو، فإنها تكون سامة وخطيرة.

## علم الأمراض
تبين أن استهلاك أوراق لحاء شجرة الأفوكادو أو جلد وحفرة ثمار الأفوكادو له التأثيرات التالية:
- في الطيور، التي تكون حساسة بشكل خاص لسموم الأفوكادو، الأعراض هي: زيادة معدل ضربات القلب، تلف أنسجة عضلة القلب، التنفس الشاق، الريش المضطرب، الاضطراب، الضعف، واللامبالاة. الجرعات العالية تسبب متلازمة تنفسية حادة (اختناق)، مع الوفاة بعد 12 إلى 24 ساعة من تناولها.
- الأرانب والفئران المرضعة: التهاب الضرع غير المعدية وتغلغلها بعد تناول الأوراق أو اللحاء.
- الأرانب: عدم انتظام ضربات القلب، وذمة تحت الفك السفلي والموت بعد تناول الأوراق.
- الأبقار والماعز: التهاب الضرع، انخفاض إنتاج الحليب بعد تناول الأوراق أو اللحاء.
- الخيول: تحدث التأثيرات السريرية بشكل رئيسي في الأفراس، وتشمل التهاب الضرع غير المعدية، وكذلك التهاب المعدة والمغص العرضي.
- القطط والكلاب: قد يحدث اضطراب خفيف في المعدة، مع احتمال التسبب في تلف القلب.[3]
- الأرانب والخنازير والجرذان والأغنام والنعام والدجاج والديك الرومي والأسماك: أعراض التسمم مماثلة لتلك المذكورة أعلاه. الجرعة المميتة غير معروفة. التأثير يختلف باختلاف الأنواع الحيوانية.[5]
- الفئران: إصابة غير مميتة للغدة الثديية المرضعة من 60 إلى 100 ملغم/كغم برسين. نخر ألياف عضلة القلب مع 100 ملغم / كغم برسين. 200 مجم/كجم قاتل.[2]

## الصيدلة
تظهر الدراسات على الحيوانات أن التعرض للبيرسين يؤدي إلى موت الخلايا المبرمج في أنواع معينة من خلايا سرطان الثدي. وقد ثبت أيضًا أنه يعزز التأثير السام للخلايا من عقار تاموكسيفين في المختبر. لكن بيرسين غير قابل للذوبان بدرجة كبيرة في المحاليل المائية وهناك حاجة لمزيد من الأبحاث لوضعه في شكل أقراص قابلة للذوبان.